# Salome (programari)
SALOME és un entorn informàtic científic multiplataforma de codi obert (llicència LGPL-2.1 o posterior) que permet la realització d'estudis industrials de simulacions físiques.
Aquesta plataforma, desenvolupada per una col·laboració entre EDF i CEA, configura un entorn per a les diferents fases d'un estudi a realitzar: des de la creació del model CAD i la generació de malla fins al postprocessament i visualització dels resultats, incloent-hi la seqüència d'esquemes de càlcul. També s'implementen altres funcionalitats com ara el tractament de la incertesa i l'assimilació de dades.
A més d'utilitzar SALOME a través de la seva interfície gràfica, la majoria de les funcionalitats estan disponibles mitjançant una API de Python. SALOME està disponible al seu lloc web oficial.

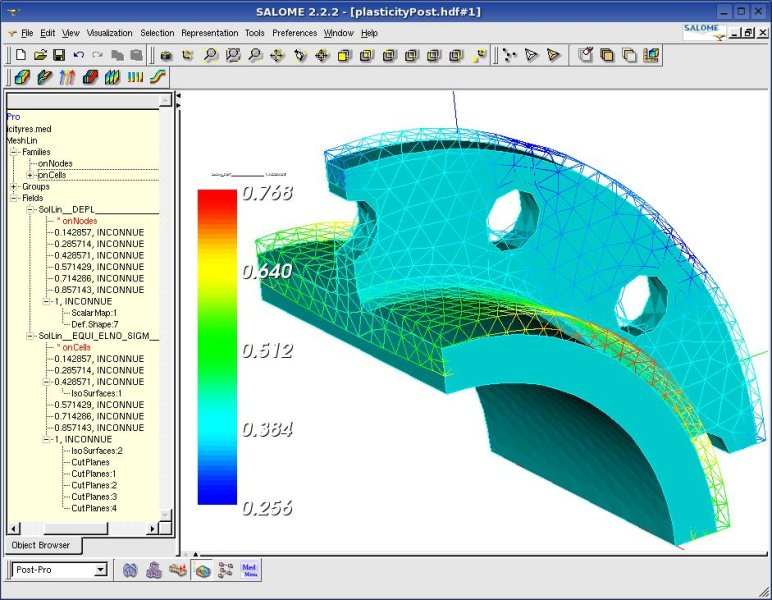
Exemple de simulació física

El format MED Arxivat 2022-01-19 a Wayback Machine. (Modèle d'Échange des Données en francès, per Data Exchange Model) és una especialització de l'estàndard HDF5. És propietat conjunta d'EDF i CEA. MED és el model d'intercanvi de dades de SALOME. El model de dades MED ofereix una representació estandarditzada de malles i camps de resultats que és independent de la física simulada. La biblioteca MED està desenvolupada en C i C++ i té una API en C, FORTRAN i Python.
Aquí teniu la llista dels mòduls disponibles de SALOME 9.4 i que també són accessibles mitjançant scripts de Python :
- Shaper : generador CAD paramètric i variacional de models geomètrics per a la simulació física en dominis industrials, compatible amb els formats STEP, IGES i BREP.
- GEOM : aquest component proporciona múltiples funcionalitats per crear, visualitzar i modificar models CAD geomètrics.
- SMESH : generador de malla, compatible amb els formats UNV, MED, STL, CGNS, SAUV i GMF, que conté la suite MeshGems (desenvolupada per l'empresa Distene, sota llicència comercial), els algorismes NetGen, funcionalitats de manipulació de malla i operacions de control de qualitat de malla.
- ParaViS : mòdul de visualització científica avançada, basat en el programari de codi obert ParaView desenvolupat per l'empresa Kitware.
- YACS : orquestració computacional.
- JobManager : mòdul per al llançament a distància de treballs en clúster.
- EFICAS : creador d'interfícies de dades i mòdul de validació dinàmica del conjunt de dades.
- ADAO : mòdul d'assimilació de dades.
- HOMARD : generador de malla adaptativa per divisió d'elements de malla seguint uns criteris donats (zona, criteris d'error donats pel càlcul de la física, etc.).
- PERSALYS : interfície gràfica d'OpenTURNS, que és el mòdul de tractament de la incertesa i anàlisi estadística.